# Саванович, Георгий Игнатьевич
Георгий Игнатьевич Саванович — советский хозяйственный, государственный и политический деятель.

## Биография
Родился в 1939 году в деревне Ваньковщина. Член КПСС.
С 1963 года — на хозяйственной, общественной и политической работе. В 1963—1999 гг. — машинист комбайна на Первом рудоуправлении, машинист комбайна на Третьем руднике производственного объединения «Беларуськалий» Министерства по производству минеральных удобрений СССР, горный мастер 3-го рудоуправления, мастер производственного обучения учебно-курсового комбината РУП "ПО «Беларуськалий».
Указами Президиума Верховного Совета СССР от 24 апреля 1974 года и от 6 апреля 1981 года награждён орденами Трудовой Славы 3-й и 2-й степеней.
Указом Президиума Верховного Совета СССР от 3 июня 1986 года награждён орденом Трудовой Славы 1-й степени.
Избирался депутатом Верховного Совета Белорусской ССР 10-го созыва. Делегат XXVII съезда КПСС.
Умер в Солигорске в 2008 году.